# 青木優太
青木 優太（あおき ゆうた、1994年5月30日 - ）は、日本の元男性声優。最終所属はWITH LINE。静岡県出身。専門学校 東京声優・国際アカデミー卒業。
身長168cm、血液型はA型。

## 人物
尊敬している声優は松岡禎丞で、松岡が主演を務める『神様のメモ帳』の主人公を見て演技に惹かれ、声優を目指すきっかけになったという。
2024年3月31日をもって声優業を廃業することを所属事務所が発表した。

## 出演

### テレビアニメ
2017年
- ゼロから始める魔法の書（盗賊A）
- 捏造トラップ-NTR-（中学生男子A、男子生徒）

2018年
- 美男高校地球防衛部HAPPY KISS!（生徒）
- プラネット・ウィズ（男①、シリウス兵③）

2019年
- 五等分の花嫁（2019年 - 2023年、山内） - 2シリーズ
- PERSONA5 the Animation Stars and Ours（通行人F）
- なむあみだ仏っ!-蓮台 UTENA-（後輩サラリーマン）
- けだまのゴンじろー（運転手）
- ゾイドワイルド ZERO（2019年 - 2020年、スコーピアパイロットA、兵士、発掘兵）
- 厨病激発ボーイ（男子生徒）
- 放課後さいころ倶楽部（木村陽平）
- アフリカのサラリーマン（計測係、うさゾンビ）

2020年
- 恋する小惑星（大森健太）
- pet（療養施設の職員たち）
- 理系が恋に落ちたので証明してみた。（学生）
- ネコぱら（男性モブA）
- A3!（生徒）

2021年
- スーパーカブ（生徒）
- SSSS.DYNAZENON（レスキュー隊員）
- 現実主義勇者の王国再建記（2021年 - 2022年、フェブラル） - 2シリーズ

### 劇場アニメ
- 映画 五等分の花嫁（2022年）

### OVA
- 幽☆遊☆白書 TWO SHOTS（2018年、クラスメート）

### ゲーム
2016年
- ARIA CHRONICLE（コリン、アクサム）
- VIIDOG CODE-ヴィドッグ・コード-（卯月涼平）

2017年
- 茜さすセカイでキミと詠う（木曽義仲）
- 輝星のリベリオン（【恋に落ちた貴公子】ロミオ）

2018年
- ファイトリーグ（製図アーティスト ルーリー、リーリー・クート）
- A3!（劇中劇の男子学生、遊園地のゾンビ、ネーブル王子、澄田英二）

2019年
- シャドウラヴァー（司馬雪）
- Petito～ビスクドール物語～（ギプソ&シプソ）
- 乙女剣武蔵（吉岡伝七郎）

2020年
- 幻獣契約クリプトラクト（セルジュク）
- グランドサマナーズ（縛封恐羅リゴール）
- 社長、バトルの時間です!(イアトロ・メース、レイシー・ディオ)
- モンスターストライク（2020年 - 2021年、酒呑童子、カーム）

2022年
- グリムグリモア OnceMore（ハイラム・グリーン）

### ドラマCD
- 警視庁 特務部 特殊凶悪犯対策室 第七課 -トクナナ-「ドラマCD七課イン・ザ・パーティvol.1」[11]

### ボイスドラマ
- むすんでひらいて（西野友樹）

### ラジオ
※はインターネット配信。
- ボイスリーガル裁判所（2018年 - 、Himalaya※）

### その他
- ウチの夏フェス2016

### シリーズ一覧
1. ↑  第1期（2019年）、テレビスペシャル『∽』（2023年）
2. ↑  『第一部』（2021年）、『第二部』（2022年）